# Tranatocetus
Tranatocetus — вимерлий рід містицитів з пізнього міоцену (тортону) Ютландії, Данія. Тип і єдиний вид — Tranatocetus argillarius.

## Опис
Tranatocetus подібний до "Aulocetus" latus, "Cetotherium" megalophysum, "Cetotherium" vandelli, Mesocetus і Mixocetus тим, що має ростральні кістки, які перекривають лобові й контактують з тім'яними кістками, носові кістки розділяють верхньощелепні кістки на верхівці та ін..

## Класифікація
Спочатку Tranatocetus було класифіковано як член родини Tranatocetidae, яка включає ряд містицетів, більш близьких до Balaenopteroidea, ніж до Cetotheriidae. Коли вперше описано, Tranatocetus був створений як новий вид Mesocetus, M. argillarius. Однак детальний перепис цього виду виявив, що він загалом відрізняється від власне Mesocetus, що вимагало визнання його як нового роду. Філогенетичний аналіз, проведений Марксом та співавт. (2019) виявили Tranatocetus, що глибоко гніздився в родині Cetotheriidae, як сестринський таксон Metopocetus.